# Hurdleløb
Hurdleløb er hestevæddeløb over flere af den såkaldte "Hurdle", som flyttes ud på den almindelige bane. Hurdler kan væltes uden at bringe hesten særlig meget ud af balance. Det mest berømte hurdleløb er Champion Hurdle i Cheltenham (England). I Danmark holdes næsten aldrig hurdleløb.
| Sport | Spire Denne artikel om sport er en spire som bør udbygges. Du er velkommen til at hjælpe Wikipedia ved at udvide den. |